# Wendelin Leweke
Wendelin Leweke (* 21. Januar 1927 in Frankfurt am Main; † 16. September 1996 ebenda) war ein deutscher Journalist und Buchautor.

## Leben
Wendelin Leweke wurde als Sohn von Adolf Leweke in kleinen Verhältnissen geboren. 1943 leistete er als Luftwaffenhelfer bei der Heimatflak Kriegsdienst. In den letzten Monaten des Krieges wurde er an die Westfront versetzt. Zwischen 1945 und 1949 war er in französischer Kriegsgefangenschaft.
Wendelin Leweke holte das Abitur nach seiner Rückkehr im Schnellverfahren nach und studierte Philosophie, Politik und Germanistik an der Universität Frankfurt. Schon während des Studiums 1952 fing er an, für die Frankfurter Neue Presse, bei der er 1954 als Volontair und ab 1955 als fest angestellter Journalist arbeitete.

## Werke
Wendelin Leweke ist Autor einer Vielzahl von Büchern über seine Heimatstadt Frankfurt.
- Im Frankfurter Amtsgericht, 1995
- Meine Welt ist ein großes Theater (zusammen mit Lia Wöhr), Societäts-Verlag, Frankfurt am Main, 1994, ISBN 3-7973-0578-8
- Frankfurter Facetten, 1993
- Geschichten am Rand der Geschichte, 1992
- Berühmte Frankfurter, 1988, 1989, 1991 (3. Auflage)
- Gretchen und die Nitribitt, Frankfurter Kriminalfälle. Societäts-Verlag, Frankfurt am Main 1991, ISBN 3-7973-0493-5.
- Frankfurter Brunnengeschichten, 1989
- Ernst Heidemann, 1986
- Was nur in Frankfurt sich begibt. Societäts-Verlag, Frankfurt am Main  1984. ISBN 3-7973-0425-0
- Hibb un dribb de Bach. Societäts-Verlag, Frankfurt am Main 1980. ISBN 3-7973-0364-5